# Temporada 1910-1911 del Liceu
| Temporada 1910-1911 del Liceu  |                  |                        |                   | |           |                          |
| Òpera                          | Compositor       | Director musical       | Director d'escena | Papers principals | Producció | Dates                    |
| La Vestale                     | Gaspare Spontini | Luigi Mancinelli       |                   | Alfredo Brondi, Giannina Russ, Alice Zacconi, Guido Vaccari, Edgardo De Marco |           | 30 de novembre           |
| Aida                           | Giuseppe Verdi   | Luigi Mancinelli       |                   | Lucia Crestani, Alice Zacconi/Serena Ronconi/Maria Verger, Alfredo Brondi, Josep Palet, Josep Segura i Tallien |           | 3 de desembre            |
| Mefistofele                    | Arrigo Boito     | Luigi Mancinelli       |                   | Lucia Crestani/Maria Mokrzycka, Josep Palet, Mansueto Gaudio, Mary Marini, Gino Treves |           | 6 de desembre            |
| Rigoletto                      | Giuseppe Verdi   | Joan Lamote de Grignon |                   | Mario Massa, Josep Segura-Tallien, Margherita Benincori, Gaudio Mansueto, Mary Marini, Enriqueta Casas |           | 15, 17, 18 i 21 desembre |
| Tannhäuser                     | Richard Wagner   | Luigi Mancinelli       |                   | Francesc Viñas, Giannina Russ, Josep Segura i Tallien, Mansueto Gaudio, Margherita Benincori, Mercedes Ranz, Luigi Mugnoz, Carlo Bonfanti, Vicenç Gallofrè, Juan De Colet                                                            |           | 20 de desembre           |
| Norma                          | Vincenzo Bellini | Luigi Mancinelli       |                   | Orazio Cosentino, Alfredo Brondi, Giannina Russ, Alice Zacconi, Enriqueta Casas, Gino Treves |           |                          |
| Carmen                         | Georges Bizet    | Joan Lamote de Grignon |                   | Blanca Lavín de Casas, Josep Palet, Edgardo De Marco/Josep Segura-Tallien, Margherita Benincori |           |                          |
| La bohème                      | Giacomo Puccini  |                        |                   | Alfredo Brondi, Maria Mokrzycka, Hilda Lucchi, Mario Massa, Edgardo De Marco |           | gener                    |
| Salomé                         | Richard Strauss  |                        |                   | Alfredo Brondi, Gemma Bellincioni, Mercedes Ranz, Guido Vaccari, Edgardo De Marco, Primo Maini, Vicenç Gallofrè, Conrad Giralt, Antonio Volponi, Enriqueta Casas                                                                     |           | gener                    |
| Die Meistersinger von Nürnberg | Richard Wagner   |                        |                   | Taurino Parvis, Maria Mokrzycka, Maria Verger, Josep Palet, Josep Segura Tallien, Luigi Mugnoz, Gaudio Mansueto |           | gener                    |
| Paolo e Francesca              | Luigi Mancinelli |                        |                   | Taurino Parvis, Lucia Crestani, Josep Palet, Carlo Bonfanti |           | gener                    |
| Madama Butterfly               | Giacomo Puccini  | Joan Lamote de Grignon |                   | Salomia Kruixelnitska, Maria Verger, Mary Marini, Mario Massa, Taurino Parvis, Gino Treves, Vicenç Gallofré, Luigi Mugnoz, Antoni Pomer, Josep Ricart, Enriqueta Casas, Rosa Balart, Sra. Terragnolo                                 |           | 2, 4, 5, 8 febrer        |
| Tannhäuser                     | Richard Wagner   |                        |                   | Angelo Masini Pieralli, Elena Ruszowska, Mercedes Ranz, Margherita Benincori, Francesc Viñas, Josep Segura Tallien, Primo Maini, Luigi Mugnoz, Candido Fugassot, Juan De Colet                                                       |           | abril                    |
| Die Walküre                    | Richard Wagner   |                        |                   | Angelo Masini Pieralli, Margot Kaftal, Elena Ruszowska, Maria Verger, Franco Mannucci, Luigi Muñoz, Mercedes Ranz, Margherita Benincori, Dolors Balcells, Josefina Grillot, Elvira Guerra, Mary Mariny, Elisa Belli, Enriqueta Casas |           | abril                    |
| Tristan und Isolde             | Richard Wagner   | Willbald Kaehler       |                   | Francesc Viñas, Margot Kaftal, Luigi Mugnoz, Josep Segura-Tallien, Primo Maini, Maria Verger, Càndid Fugassot, Emilio Brandon |           | abril                    |
| Das Rheingold                  | Richard Wagner   |                        |                   | Maria Mokrzycka, Elisa Bruno, Maria Verger, Margherita Benincori, Franco Mannucci, Renzo Minolfi, Roberto Janni, Angelo Masini Pieralli, Paolo Wulman, Luigi Muñoz, Primo Maini, Angelo Algos, Elisa Belli, Mary Mariny              |           | abril                    |
| Siegfried                      | Richard Wagner   |                        |                   | Elena Ruszowska, Maria Verger, Margherita Benincori, Giuseppe Borgatti, Josep Segura Tallien, Renzo Minolfi, Angelo Algos, Paolo Wulman                                                                                              |           | abril                    |
| Götterdämmerung                | Richard Wagner   |                        |                   | Margot Kaftal, Maria Verger, Maria Mokrzycka, Giuseppe Borgatti, Josep Segura Tallien, Roberto Janni/Renzo Minolfi, Angelo Masini Pieralli                                                                                           |           | abril                    |